# Michael Rainsborough
Michael Rainsborough (* 1963) ist ein britischer Politikwissenschaftler. Er schreibt unter dem Pseudonym M.L.R. Smith.
Rainsborough studierte an der University of Wales (BScEcon in International Politics and Strategic Studies 1985) in Aberystwyth, wo er den J. Elizabeth Morris Prize erhielt, und am King’s College London (M.A. in War Studies 1987). 1986 war er Robert-Schuman-Stipendiat in der Generaldirektion Forschung beim Europäischen Parlament in Luxemburg. Von 1987 bis 1990 war er Promotionsstipendiat des Economic and Social Research Council. 1991 erwarb er bei Lawrence Freedman einen Ph.D.
Danach war er als Senior Lecturer am Department of History and International Affairs des Royal Naval College in Greenwich und am Defence Studies Department des Joint Services Command and Staff College in Watchfield tätig. Außerdem war er von 1992 bis 1995 Lecturer am Department of History der National University of Singapore und von 1997 bis 2001 Consultant und Principal Lecturer am Institute of Defence and Strategic Studies der Nanyang Technological University in Singapur. 
Seit 1997 lehrt er am Department of War Studies, King’s College London; 2006 erhielt er den Teaching Excellence Award. 1999/2000 wurde er durch die Ford Foundation und 2000 durch die Monash University (Reisestipendium) in Melbourne gefördert. 2002 wurde er Adjudicated Member des Institute of Learning and Teaching. 2003 etablierte er in London das Masterprogramm Intelligence and International Security und leitete dieses bis 2009. Weitere Stipendien erhielt er von der Higher Education Academy (2007), der Royal Historical Society (2009) und der Royal Geographical Society (2012) sowie von der Lingnan University (2013) in Hongkong. Am Londoner Department of War Studies, dem er seit 2016 vorsteht, ist er wissenschaftlicher Direktor des Marjan Centre for the Study Conflict & Conservation und Professor of Strategic Theory. Er beschäftigt sich schwerpunktmäßig mit Strategie, insbesondere den Schriften von Carl von Clausewitz, mit Aspekten der Kriegsführung und mit Kriegsfolgen.
Rainsborough ist neben verschiedenen Gutachtertätigkeiten Berater des Home Office für Antiterror-Gesetzgebung. Gastprofessuren führten ihn an das Norwegian Defence College in Oslo und an die University of Queensland in Brisbane. 1997 wurde er Mitglied der Royal Society for Asian Affairs und 1998 Fellow der Royal Society of Arts. Er ist ferner Associate Editor der Zeitschrift Studies in Conflict & Terrorism sowie Mitglied der Editorial Boards des Journal of Strategic Studies und der Zeitschrift Small Wars & Insurgencies.

## Schriften (Auswahl)
- Fighting for Ireland?: The Military Strategy of the Irish Republican Movement (1995)
- The Changing Face of Maritime Power (Mitherausgeber, 1999)
- The Changing Face of Military Power: Joint Warfare in an Expeditionary Era (Mitherausgeber, 2002)
- ASEAN and East Asian International Relations: Regional Delusion (mit David Martin Jones, 2006)
- The Strategy of Terrorism: How It Works and Why It Fails (mit Peter R. Neumann, 2007)
- Asian Security And The Rise Of China: International Relations in an Age of Volatility (2013)